# Madame Vuillard devant la cheminée
Madame Vuillard devant la cheminée est une huile sur carton du peintre nabi français Édouard Vuillard conservée au musée de l'Ermitage de Saint-Pétersbourg. Elle date d'environ 1895 et mesure 29,5 × 23,5 cm.
Ce petit tableau représente Madame Vuillard, mère de l'artiste qui vécut jusqu'à la fin de sa vie (en 1928) avec son fils. Elle est figurée de dos son visage et son buste se reflétant à peine dans le miroir au-dessus de la cheminée. Le ton bleu foncé de sa robe se retrouve dans la couleur plus claire des murs, tandis que l'artiste joue avec l'étoffe du fauteuil crapaud et les tons rouges du tapis. Le tableau est partagé verticalement en deux par le bord du miroir devant lequel se trouve la masse bleu foncé de la robe de la mère de l'artiste.
Ce tableau faisait partie de la collection de l'Allemand Otto Krebs qui fut confisquée en 1945 par l'Armée rouge en dédommagement des atrocités de la Seconde Guerre mondiale subies par l'URSS. Elle est montrée au public depuis 1995.